# Herschel Evans
Pour les articles homonymes, voir Evans.

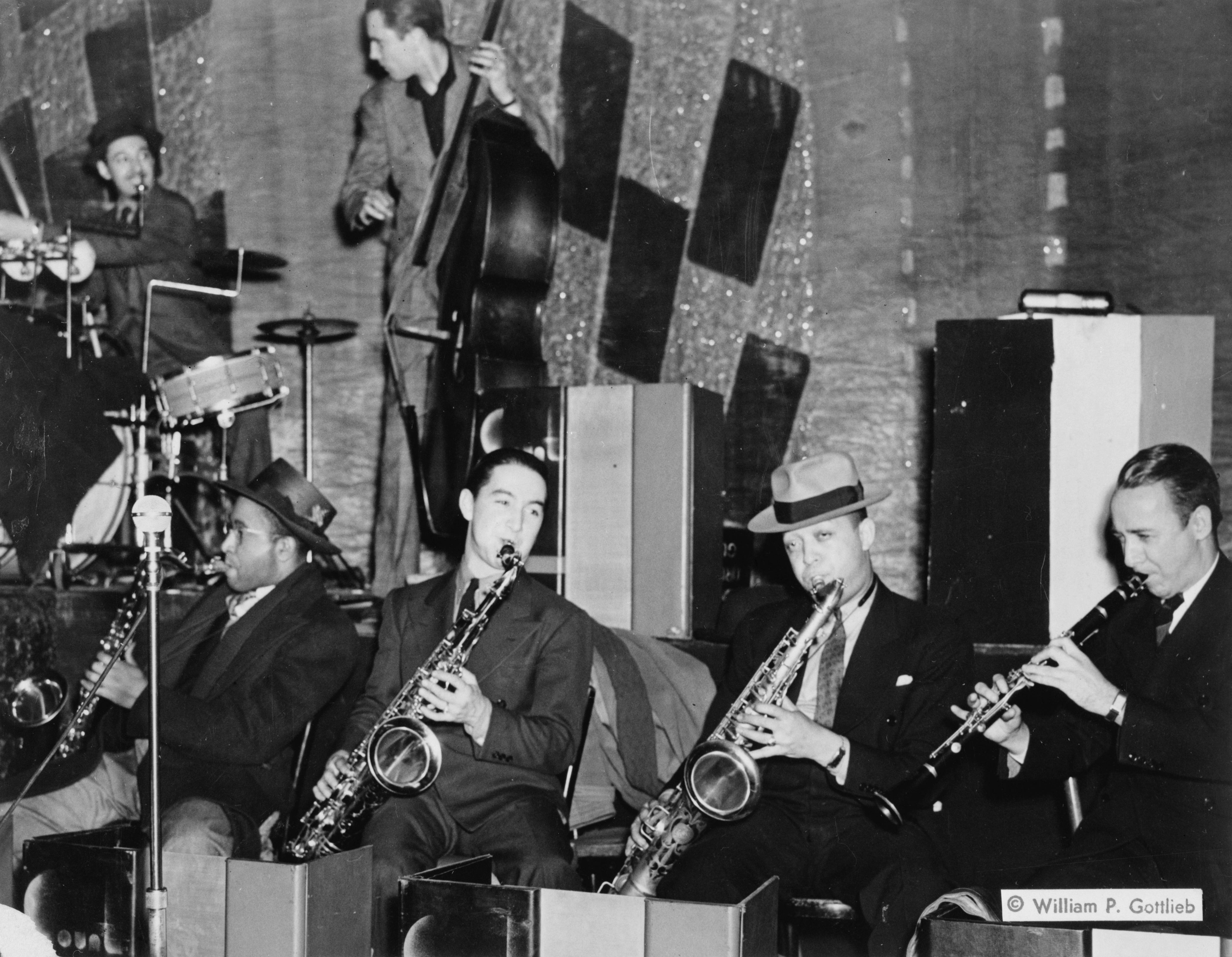
Herschel Evans

Herschel Evans, né le 9 mars 1909 à Denton au Texas, mort le 9 février 1939 à New York, est un clarinettiste et saxophoniste de jazz américain.

## Biographie
Il débute avec le groupe des Tren's number two et en 1928-29, fait partie des orchestres de Edgard Battle, Terence Holder, et de 1929 à 1931 Troy Floyd; Il se rend à Kansas City et joue en 1934-35 avec l'orchestre de Bennie Moten, Dave Peyton, puis avec le trompettiste Hot Lips Page.
Il tourne en Californie avec les orchestres de Lionel Hampton et de Buck Clayton; C'est en 1936 en même temps que Buck Clayton qu'il rejoint l'orchestre de Count Basie au sein duquel à la manière de Coleman Hawkins il fera preuve d'un style tout en force conjugué à une sonorité chaude et profonde; de sa plume on retiendra doggin around, mais c'est surtout   l'exposition du thème blue and sentimental qu'il interprète le 6 juin 1938 chez Decca Records, qui le fera entrer dans la légende du Jazz classique. Il décède prématurément d'un arrêt cardiaque en février 1939.
Herschel a longtemps joué sur Selmer Cigar cutter (no 18718) qui rendit ce modèle très populaire avant guerre.

## Titres
- One o'clock jump, 1937
- John's idea, 1937
- Sent for you yesterday, 1938
- Doggin' around, 1938
- Blue and sentimental, 1938
- Jumpin' at the woodside, 1938, solo de clarinette
- Shoe shiner's drag (avec Lionel Hampton), 1938

## Discographie
- Herschel Evans avec Count Basie vol.1 1936-1938 the chronological Classics 503
- Herschel Evans avec Teddy Wilson vol.6 1938 the chronological Classics 556
- Herschel Evans avec Count Basie vol.2 1938-1939 the chronological Classics 504
- Herschel Evans avec Lionel Hampton vol.2 1938-39 the chronological Classics 534
- Herschel Evans avec Harry James vol.1 1937-39 the chronological Classics 903

## Source
- André Clergeat et Philippe Carles, Dictionnaire du Jazz, Bouquins, Robert Laffont 1988 p. 320